# Jesse Winchester (album)
| Recensione       | Giudizio   |
| ---------------- | ---------- |
| Allmusic         | [ 3 ]      |
| Robert Christgau | A-         |
| Sputnikmusic     | 2.8 (Good) |

Jesse Winchester è il primo album discografico del cantautore folk statunitense Jesse Winchester, pubblicato dall'etichetta discografica Ampex Records  nel maggio del 1970.

## Tracce

### LP
Lato A
Testi e musiche di Jesse Winchester, eccetto dove indicato.
1. Payday – 2:48
2. Biloxi – 3:15
3. Snow – 2:15 (Jesse Winchester, Robbie Robertson)
4. The Brand New Tennessee Waltz – 3:04
5. That's a Touch I Like – 2:44

Lato B
Testi e musiche di Jesse Winchester.
1. Yankee Lady – 3:58
2. Quiet About It – 2:24
3. Skip Rope Song – 2:22
4. Rosy Shy – 3:00
5. Black Dog – 4:37
6. The Nudge – 3:25

## Musicisti
- Jesse Winchester - voce, chitarra, pianoforte
- Robbie Robertson - chitarra
- David Rea - chitarra, vibrafono, voce
- Ken Pearson - pianoforte, organo, vibrafono
- Al Cherney - violino
- Bob Boucher - basso elettrico, basso fender
- Guy Black - batteria
- Levon Helm - batteria, mandolino
- David Lewis - batteria

Note aggiuntive
- Robbie Robertson - produttore
- Todd Rundgren - ingegnere del suono
- Bob Cato - design copertina album
- Jeremy Taylor - foto copertina album[6]